# Wee Heavy
Wee Heavy (Strong Scotch Ale) – styl piwa górnej fermentacji, pochodzący ze Szkocji. Piwo zostało uwarzone w XIX wieku w Edynburgu i było odpowiedzią na brytyjskie style strong, ale oraz barley wine.

## Charakterystyka

### Aromat
Intensywnie słodowy o karmelowym charakterze. Dopuszczalne lekkie nuty wędzone, acz aromat słodu wędzonego torfem jest niewskazany. Estry owocowe na średnim poziomie. Aromaty chmielowe niewyczuwalne bądź na niskim poziomie. Wyczuwalny alkohol, ale nie może zdominować profilu piwa. Dopuszczalny diacetyl na niskim poziomie.

### Wygląd
Barwa od jasno miedzianego do ciemnobrązowego. Piwo powinno być klarowne, acz dopuszczalne jest delikatna opalizacja w wersjach niefiltrowanych. Piana średnio obfita, przeważnie jasnobrązowa.

### Smak
Balans zdecydowanie przesunięty w stronę słodowości o karmelowym, orzechowym, a nawet subtelnie palonych charakterze. Dopuszczalne nuty wędzone tudzież torfowe, ale nie mogą dominować w piwie. Goryczka niska w kierunku średniej. Absolutnie nie może dominować. Estry owocowe na poziomie niskim bądź średnio umiarkowanym. Wnoszą do piwa nuty śliwek tudzież suszonych owoców. W mocniejszych wersjach wyraźnie obecny jest alkohol, który powinien rozgrzewający, nigdy rozpuszczalnikowy. Dopuszczalny lekki diacetyl.

### Odczucie w ustach
Średnio nagazowane. Średnio pełna do pełna treściwość. Obecne łagodne, alkoholowe rozgrzewanie.

### Ogólne wrażenie
Bogate, słodowe (zazwyczaj karmelowe), pełne piwo górnej fermentacji z bardzo niską goryczką oraz dobrze wyczuwalnym alkoholem.

## Podstawowe surowce
Zasyp stanowi dobrze zmodyfikowany słód pale, ale wraz ze słodami karmelowymi, głównie dla nadania odpowiedniej barwy. Często wykorzystywany jest również słód wędzony torfem, mimo że historycznie nie był on wykorzystywany.

## Podstawowe informacje[2][3]
- Gęstość początkowa: 17,1 – 32,2 °Blg
- Gęstość końcowa: 4,6 – 13,8 °Blg
- Goryczka: 17 – 35 IBU
- Alkohol objętościowo: 6,5 – 10%

## W literaturze
Wee heavy opisano jako "Piwo numeru" w magazynie "Piwowar" (Dorota Chrapek, "Wee heavy, czyli szkocki mocarz", 2018, nr 26).